# Loma Mansa
Loma Mansa (aussi connu sous le nom de mont Bintumani) est le plus haut sommet de Sierra Leone, à 1 948 mètres d'altitude.
Ses pentes sont couvertes de forêts tropicales humides, habitat d'une grande variété faunistique. Il s'agit notamment d'hippopotames, de crocodiles nains, de hiboux et de nombreux primates.
La région du Loma Mansa, après des années de guerre civile, reste très difficile d'accès, surtout pour les étrangers.